# Челидзе, Леван Сергеевич
Лева́н Серге́евич Чели́дзе (груз. ლევან სერგოს ძე ჭელიძე; 17 августа 1934 — 29 марта 1995) — советский и грузинский киносценарист.

## Биография
Окончил Тбилисский университет в 1959 году. Учился на Высших курсах сценаристов и режиссёров, которые окончил в 1962 году.
Жил в Тбилиси на улице Павла Ингороквы

## Фильмография

### Сценарист
- 1965 — Пьер — сотрудник милиции
- 1970 — Девушка и солдат (новелла в киноальманахе «Мяч, перчатка и капитан»)
- 1970 — Заходящее солнце (новелла в киноальманахе «Мяч, перчатка и капитан»)
- 1975 — Первая ласточка
- 1975 — Не верь, что меня уже нет
- 1976 — Настоящий тбилисец и другие
- 1977 — Синема
- 1978 — Короли и капуста
- 1978 — Способности
- 1978 — Перерыв
- 1981 — Тифлис — Париж и обратно
- 1981 — А ну-ка, дедушки!
- 1983 — В холодильнике кто-то сидел
- 1984 — Бьют — беги!
- 1987 — Браво, Альбер Лолиш!
- 1988 — Преступление свершилось
- 1995 — Шно (Удача)?